# Långtjärnen (Kvistbro socken, Närke)
Långtjärnen är en sjö i Lekebergs kommun i Närke och ingår i Norrströms huvudavrinningsområde.